# Adolphe Wolff
Adolphe Wolff was een Belgisch beeldhouwer werkzaam rond 1900.
Hij was lid van de kunstenaarsvereniging "Labeur" en stelde tentoon in de salons van deze kunstkring:
- 6de Salon, 1903: Studie voor Siegfried (plaaster)
- 7de Salon, 1904: Pandora, Ecce Homo en Bénédiction (alle drie brons) en Repentir (onafgewerkt beeld).